# Каз (мультипликатор)
Казимерас Гедиминас «Каз» Прапуоленис (англ. Kazimieras Gediminas «Kaz» Prapuolenis; 31 июля 1959, Хобокен) — американский художник, иллюстратор и сценарист литовского происхождения.

## Биография
Каз родился 31 июля 1959 года в Хобокене. 
В 1980-х годах окончил школу «School of Visual Arts». После её окончания художник сотрудничал с журналами «Raw» и «Weirdo». С 1992 года он работал над комиксом со взрослой тематикой «Underworld». Комиксы и рисунки Каза появлялись в ведущих изданиях страны, таких как: «The New Yorker», «Nickelodeon Magazine», «Details», «The Village Voice», «The East Village Eye», «Swank», «SF Bay Guardian», «New York Press», «SCREW» и т. д. Также Каз работал над многими мультсериалами, такими как «Губка Боб Квадратные Штаны», «Лагерь Лазло», «Финес и Ферб» и «Миссия „Блэйк“». 
В настоящее время живёт в Голливуде, штат Калифорния, со своей женой Линдой Маротта.

## Фильмография
| Годы                          | Название                            | Примечания                                                           |
| ----------------------------- | ----------------------------------- | -------------------------------------------------------------------- |
| 2001—2004; 2015 — наст. время | Губка Боб Квадратные Штаны          | Сценарист, художник раскадровки, анимационный сценарист, автор песен |
| 2001; 2016                    | Волшебные родители                  | Сценарист (2016), режиссёр по раскадровке (2001)                     |
| 2005—2008                     | Лагерь Лазло                        | Сценарист, режиссёр                                                  |
| 2006                          | Zoot Rumpus                         | Создатель, сценарист, художник раскадровки                           |
| 2007                          | Диггс Тэилуэггер                    | Соавтор, художник раскадровки                                        |
| 2009—2013; 2015               | Финес и Ферб                        | Сценарист, художник раскадровки                                      |
| 2012                          | Высокий форт Секретной горы         | Дизайнер по эффектам                                                 |
| 2015                          | Миссия «Блэйк»                      | Исполнительный продюсер                                              |
| 2021 — наст. время            | Лагерь «Коралл»: Детство Губки Боба | Разработчик, сценарист                                               |
| 2021 — наст. время            | Шоу Патрика Стара                   | Разработчик, сценарист                                               |